# Au temps de Botchan
 (août 2012).
Si vous disposez d'ouvrages ou d'articles de référence ou si vous connaissez des sites web de qualité traitant du thème abordé ici, merci de compléter l'article en donnant les références utiles à sa vérifiabilité et en les liant à la section « Notes et références ».
Au temps de Botchan (「坊っちゃん」の時代, Botchan no jidai) est un manga en 5 volumes de Jirō Taniguchi (dessin) et Natsuo Sekikawa (ja) (scénario). Il est paru au Japon pour la première fois de 1987 à 1996 chez Futabasha, et comporte un total de cinq tomes. Une réédition a vu le jour ensuite entre novembre 2002 et février 2003.
En France, il a d'abord été publié aux Éditions du Seuil de 2002 à 2006, puis il est actuellement publié par Casterman de 2011 à 2013.

## Synopsis
Cet ouvrage retrace l'histoire littéraire et mondiale du Japon de l'ère Meiji.
Cette œuvre est basée sur un scénario de Natsuo Sekikawa (ja). Ce manga narre l'histoire sociale et politique du Japon après sa victoire sur la Russie en 1905. 
Au cours de ce récit fleuve en 5 volumes, des intellectuels et des hommes de lettres de l'ère Meiji se rencontrent. Le personnage principal est Sôseki Natsume, un des écrivains japonais les plus connus, auteur de « Botchan » et de « Je suis un chat » (1905). Le troisième volume est dédié à Ogai Mori (1862-1922), intellectuel, médecin, traducteur et historien. Cet écrivain libre penseur a en permanence combattu la censure. Bénéficiant d'une bourse du Ministère des Armées, il se passionne pour la civilisation occidentale en étudiant en Allemagne et pour une jeune fille qui retournera avec lui au Japon. Sous la pression familiale et extérieure, il est contraint de la laisser rejoindre l'Allemagne. Cette jeune fille est devenue plus tard l'histoire de son roman en partie biographique Maihime/La danseuse (1890).
Shimei Futabatei (1864-1909) est aussi mis à l'honneur dans l'œuvre de Taniguchi. Cet écrivain russophone et russophile,  se passionna pour les œuvres de Dostoïevski et Tourgueniev. Il y est dépeint en tant que correspondant en Russie pour le quotidien Asahi Shinbun, au moment de son retour sur le bateau qui le ramenait de Russie. 
D'autres figures littéraires éminentes comme le poète Takuboku Ishikawa (1886-1912) ou l 'écrivain Shûsui Kôtoku (1871-1911) sont montrés arrêtés avec d'autres dirigeants du parti socialiste. Tous ont été accusés sans preuve d'avoir fomenté un complot contre l'empereur. Un procès clandestin eut lieu et se termina par la condamnation et l'exécution de la moitié des accusés dont  Shûsui Kôtoku.
Mais la personnalité littéraire principale tutélaire de l'œuvre de Taniguchi reste Sôseki Natsume qui domine par sa personnalité, sa cyclothymie, sa culture et son art du roman. 
Taniguchi en visitant cette période historique du Japon réussit à mieux nous faire comprendre la société contemporaine japonaise.

## Personnages
- Natsume Sōseki, écrivain (dont le roman Botchan a donné son nom au manga), personnage principal des volumes 1 et 5.
- Takuboku Ishikawa, « le Rimbaud japonais », personnage principal du volume 2 (vol. 3 EO).
- Shimei Futabatei, romancier, un des personnages principaux du volume 3 (vol. 2 EO).
- Ōgai Mori, écrivain, personnage principal du volume 3 (vol. 2 EO).
- Elise Weigert, danseuse allemande à qui Ōgai Mori promit le mariage avant de se rétracter, un des personnages principaux du volume 3 (vol. 2 EO).
- Shūsui Kōtoku, journaliste et anarchiste, personnage principal du volume 4.
- Sugako Kanno, terroriste anarchiste qui fut l'amante de Shūsui Kōtoku, un des personnages principaux du volume 4.
- Arahata Katsuzō (en), ouvrier qui contribua à la fondation du parti communiste japonais.
- Morita Yonematsu (en), écrivain.
- Raicho Hiratsuka, écrivaine, journaliste et féministe qui fut l'amante de Morita Yonematsu.

## Analyse
Considéré comme le premier vrai manga littéraire, il offre un large panorama de ce que fut le Japon de l'ère Meiji, au travers d'écrivains, de poètes, mais aussi de figures de la politique et du syndicalisme d'un Japon en pleine mutation. On y voit toute la difficulté qu'a ce pays à faire face à la fin de l'autarcie et de la féodalité qui ont structuré sa société durant des siècles. Cette vie intellectuelle tiraillée entre le passé et l'avenir est vue comme représentative de la pensée d'une époque.
L'ambiguïté profonde de ses rapports avec l'Occident, aussi bien entre les gouvernements qu'entre les individus, est également un thème central. Les auteurs montrent un Japon souffrant d'un complexe d'infériorité et désireux de se moderniser à la façon occidentale, mais où quelques voix s'élèvent pour souligner la spécificité de l'âme et du passé japonais et appeler à une modernité qui soit également japonaise.

## Fiche technique
- Scénario : Natsuo Sekikawa (ja)
- Dessin : Jirō Taniguchi
- Édition japonaise : Futabasha
  - Nombre de volumes sortis : 5 (terminé)
  - Date de première parution : 1987
- Édition française : Le Seuil
  - Nombre de volumes sortis : 5 (terminé)
  - Date de première publication : novembre 2002
  - Format : broché cousu, 21 × 15 cm

## Volumes
À noter que l'édition française (Le Seuil) inverse les volumes 2 et 3 :
1. Botchan no jidai (「坊っちゃん」の時代?), 1987 (Au temps de Botchan, 2002)
2. Aki no mahime (秋の舞姫?), 1989 (La Danseuse de l'automne, 2004)
3. Kano sōkū ni (かの蒼空に?), 1991 (Dans le ciel bleu, 2003)
4. Meiji ryūseiu (明治流星雨?), 1995 (Une pluie d'étoiles filantes, 2005)
5. Fukigen tei Sōseki (不機嫌亭漱石?), 1996 (La mauvaise humeur de Soseki, 2006)

## Distinctions
- 1993 : Prix de l'Association des auteurs de bande dessinée japonais, catégorie Prix d'excellence.
- 1998 : Prix culturel Osamu Tezuka, catégorie Grand Prix[1].
- 2004 :  Italie Prix Micheluzzi de la meilleure série étrangère